# Peraji
Peraji este o localitate din comuna Koper, Slovenia.